# Reserva natural El Durazno
La Reserva natural El Durazno es un área natural protegida ubicada en el partido de Marcos Paz, en la provincia de Buenos Aires. Se encuentra emplazada en la cuenca Matanza-Riachuelo y abarca una superficie de 514 ha. La reserva fue creada en el 2011, durante la gestión del gobernador Daniel Scioli, mediante el Decreto Provincial N.º 469.
La reserva tiene características propias de la región pampeana, y cuenta con una gran cantidad de pastizales en buen estado de conservación y algunas especies implantadas. Además, posee algunos ecosistemas de humedales y un bosque de talas. En la zona se pueden observar más de 60 especies de aves.
En 2015, organizaciones ambientalistas de la zona denunciaron que una empresa porcina se encontraba vertiendo sus efluentes en el arroyo El Durazno, que rodea a la reserva. Esto motivó a la Defensoría del Pueblo de la Provincia de Buenos Aires a iniciar acciones legales contra la empresa.